# تواروژنا لهوتا
تواروژنا لهوتا (به لاتین: Tvarožná Lhota) یک منطقهٔ مسکونی در جمهوری چک است که در شهرستان هودونین واقع شده‌است. تواروژنا لهوتا ۱۷٫۴۶ کیلومتر مربع مساحت و ۹۱۵ نفر جمعیت دارد و ۲۰۷ متر بالاتر از سطح دریا واقع شده‌است.